# Receptortyrosinkinase

Receptortyrosinkinaser (RTK, eng. Receptor tyrosine kinases), tyrosinreceptorkinaser (TRK) eller tyrosinkinasereceptorer (TKR) er receptorer i cellemembranen med høj affinitet for mange polypeptidsignalstoffer: vækstfaktorer, cytokiner og hormoner. Kinaser er enzymer, der fosforylerer, dvs. overfører en fosfatgruppe. Receptortyrosinkinaser er ved fosforyleringsreaktioner vigtige regulatorer af normale cellulære processer og har også en afgørende rolle i udvikling og progression af mange typer af kræft.  Igennem kaskader af reaktioner føres signalerne fra celles yderside til cellekernen, startende med fosforylering af tyrosin, se signaltransduktion.  Mutationer i gener for receptortyrosinkinaser fører igennem ændring af kaskademønsteret til ændring af cellens respons. Af de 90 unikke gener for tyrosinkinase , der er identificeret i det menneskelige genom, koder de 59 for receptorer.

## Inddeling i klasser
På basis af receptorernes biokemiske egenskaber, er de 59 receptortyrosinkinaser blevet inddelt i klasser:
- RTK class I - EGF receptor family/ErbB family (EFG = epidermal growth factor, ErbB er et homologt gen)
- RTK class II - Insulin receptor family
- RTK class III - PDGF receptor family (PDGF = platelet-derived growth factor)
- RTK class IV - VEGF receptors family (VEGF = vascular endothelial growth factor)
- RTK class V - FGF receptor family (FGF = fibroblast growth factor)
- RTK class VI - CCK receptor family (CCK = cholecystokinin, tidl. pancreozymin)
- RTK class VII - NGF receptor family (NGF = nerve growth factor)
- RTK class VIII - HGF receptor family (HGF = hepatocyte growth factor)
- RTK class IX - Eph receptor family (Eph = ephrin)
- RTK class X - AXL receptor family (AXL er et gen involveret i celleproliferation og overlevelse)
- RTK class XI - TIE receptor family, angiopoietin receptorer
- RTK class XII - RYK receptor family
- RTK class XIII - DDR receptor family (DDR = discoidin domain receptor)
- RTK class XIV - RET receptor family (RET er et proto-oncogen)
- RTK class XV - ROS receptor family (ROS er et proto-oncogen)
- RTK class XVI - LTK receptor family (ingen kendt ligand)
- RTK class XVII - ROR receptor family (ingen kendt ligand)
- RTK class XVIII - MuSK receptor family (MuSK = Muscle-Specific Kinase)
- RTK class XIX - LMR receptor
- RTK class XX (ikke bestemt)

## Proteinstruktur
Receptortyrosinkinaser er del af familien af proteintyrosinkinaser. Specielt for receptortyrosinkinaserne er at de indeholder et transmembrant domæne, som andre tyrosinkinaser ikke indeholder.
De fleste af receptortyrosinkinaserne består af en enkelt subunit, men nogle eksisterer som multimere komplekser, f.eks. insulinreceptoren , der danner dimerer holdt sammen af disulfidbroer i nærvær af ligand, dvs. insulin. Generelt inducerer ligandbinding dannelsen af dimerer.
Hver monomer har et enkelt hydrofobt transmembrandomæne, der består af 25 til 38 aminosyrer, en ekstracellulær N-terminal region, og en intracellulære C-terminal region. 
Den ekstracellulære N-terminal region består af et variabelt antal domæner. Det kan f.eks. være Ig-domæner (immunglobulin), EGF-lignende domæner (epidermal growth factor), fibronektin type III domæner eller cystein-rige regioner, der tilsammen udgør den ligand-bindende del af receptoren, alt sammen karakteristisk for hver underfamilie af receptorer.
Den intracellulære C-terminal region viser den højeste grad af homologi og består af et katalytisk domæne, der er ansvarlig for kinaseaktiviteten, dvs. fosforyleringen af tyrosin enten ved autofosforylation eller ved fosforylering af specifikke substrater.

## Signaltransduktion
Ved binding af ligand til receptoren på cellens yderside sker der en konformationsændring af receptoren, der medfører eller stabiliserer receptoren i den dimere form. I den cytoplasmatiske del af den dimere form vil der da ske trans-fosforylering, og den således aktiverede receptor har fået bindingssteder for proteiner med SH2- og PTB-domæner (dvs. Src homologi 2-domæne og fosfotyrosin-domæne) bl.a. proteinerne Src og fosfolipase Cγ. Fosforylering og aktivering af disse to proteiner kan starte disse reaktionsveje i signalinduktionen (jf. figuren):
- Ras/MAPK-signalvejen
- PI3K/PKB-signalvejen
- Fosfolipase C-IP3/DAG-PKC-signalvejen

Reaktionsvejene har form af kaskader. Et eksempel på en sådan kaskade er MAPK-kaskaden, hvor MAP står for mitogen-aktiveret protein og K står for kinase: MAPKKKK fosforylerer MAPKKK der fosforylerer MAPKK der fosforylerer MAPK der er involveret i reguleringen af meiose, mitose og differentiering.
Signaltransduktionen udviser pleiotropi, da de involverede kinaser og deres substrater ikke er absolut specifikke og der kan ske overkrydsning mellem de forskellige reaktionsveje.